# Still in the groove
still in the groove – ósmy singel japońskiej piosenkarki Nany Mizuki, wydany 16 lipca 2003. Singel osiągnął 17 pozycję w rankingu Oricon, sprzedał się w nakładzie 16 105 egzemplarzy.

## Lista utworów
| Nr | Tytuł                                               | Słowa          | Kompozycja     | Aranżacja                     | Czas |
| -- | --------------------------------------------------- | -------------- | -------------- | ----------------------------- | ---- |
| 1. | "still in the groove"                               | Toshirō Yabuki | Toshirō Yabuki | Toshirō Yabuki                | 4:34 |
| 2. | "refrain"                                           | Toshirō Yabuki | Toshirō Yabuki | Toshirō Yabuki, Tsutomu Ōhira | 4:58 |
| 3. | "Koishiteru..." (jap. 恋してる...)                  | Nana Mizuki    | Tsutomu Ōhira  | Tsutomu Ōhira                 | 3:56 |
| 4. | "still in the groove" (vocalless ver.)              |                | Toshirō Yabuki | Toshirō Yabuki                | 4:34 |
| 5. | "refrain" (vocalless ver.)                          |                | Toshirō Yabuki | Toshirō Yabuki, Tsutomu Ōhira | 4:58 |
| 6. | "Koishiteru..." (jap. 恋してる...) (vocalless ver.) |                | Tsutomu Ōhira  | Tsutomu Ōhira                 | 3:57 |

## Notowania
| Lista                       | Pozycja |
| --------------------------- | ------- |
| Oricon Weekly Singles Chart | 17      |
| CDTV                        | 19      |